# 阮新波
阮新波来自南京航空航天大学。由于对开关模式功率变换器拓扑和调制策略的贡献，他于2016年被任命为电气电子工程师协会研究员。
阮新波分别于1991年和1996年获得南京航空航天大学电气工程学士学位和博士学位。毕业后，他加入自动化工程学院，2002年获得教授地位。2008年至2011年，阮新波在中国华中科技大学电气与电子工程学院工作。从2005年到2013年，他担任中国电力供应学会副主席，并成为IEEE工业电子学报、IEEE新兴和电力电子选择主题期刊、IEEE电力电子学报和IEEE电路与系统学报的副编辑。